# Milt Neil
Milt Neil (New Jersey, 30 maggio 1914 – Passaic, 18 ottobre 1997) è stato un animatore, designer e fumettista statunitense.
Dal 1935 sino al 1947 ha prestato la propria attività lavorativa presso i Disney Studios. Le produzioni che l'hanno visto impegnato sono: Dumbo - L'elefante volante, Saludos Amigos, I tre caballeros  e  Bongo e i tre avventurieri. Ha svolto, inoltre, l'attività di insegnante presso la Joe Kubert School of Cartoon and Graphic Art.